# طائرات آيبك
طائرات آيبك، (Epic Aircraft) هي شركة تصنيع طائرات طيران عام يقع مقرها الرئيسي في بيند بولاية أوريغون وتملكها شركة «إس7 تكنيكس» (S7 Technics) الروسية. تنتج الشركة الطائرة الخفيفة آيبك إي1000 ذات المحرك اتوربيني الواحد، والمعتمدة من إدارة الطيران الفيدرالية.
تأسست في عام 2004، قامت الشركة في البداية بتصنيع وبيع مجموعات طائرات تبنى في المنزل من أجل (Epic LT). في عام 2013، توقفت الشركة عن تلقي طلبات مجموعات LT، للتركيز على شهادة E1000، والتي تستند إلى LT. تم الانتهاء من شهادة النوع ‏ من إدارة الطيران الفيدرالية لطائرة إي1000 في نوفمبر 2019.

## التاريخ

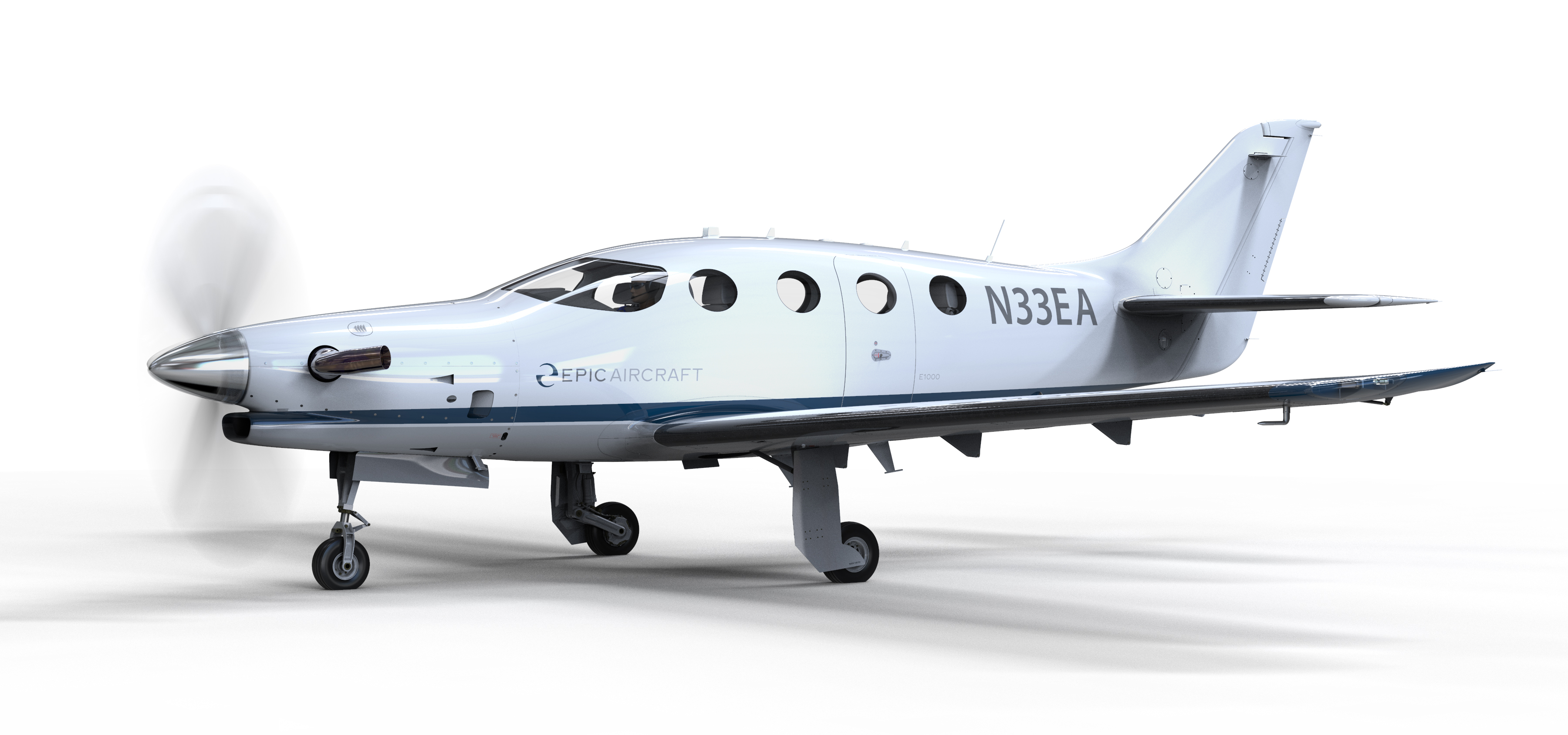
آيبك إي1000 single turboprop aircraft

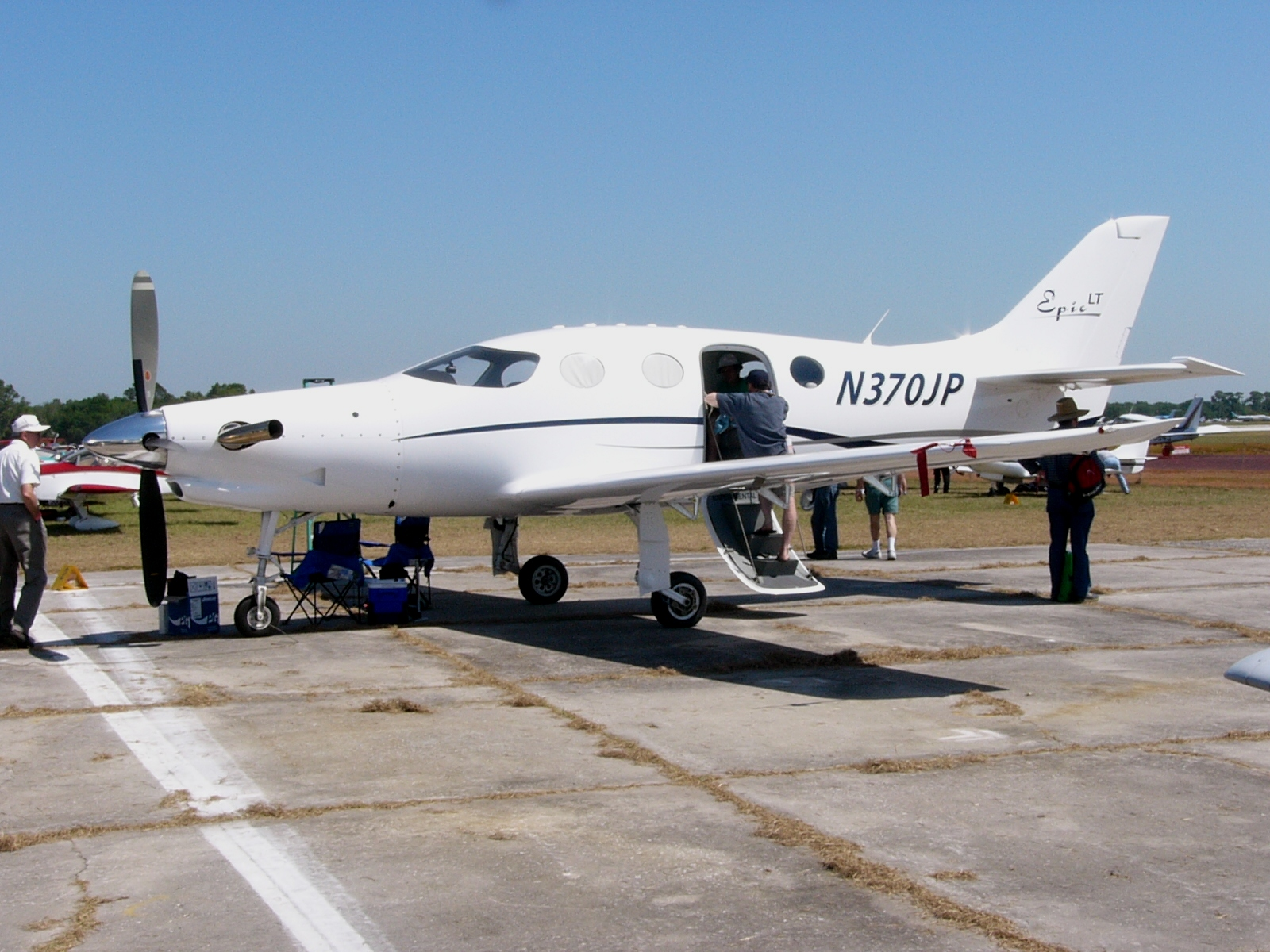
Epic LT single turboprop aircraft

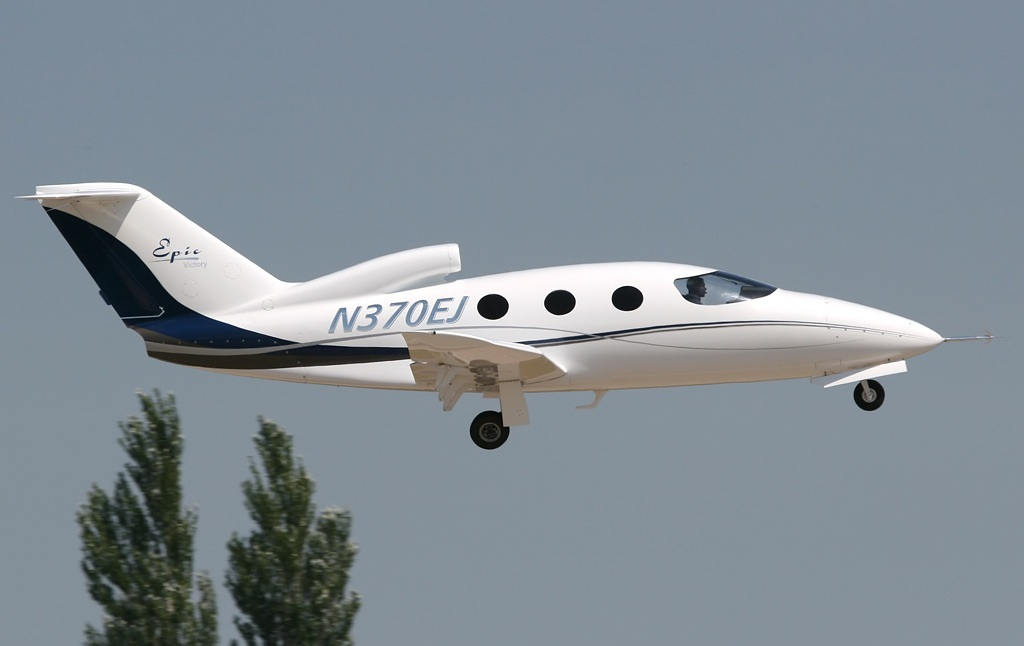
Epic Victory single jet aircraft

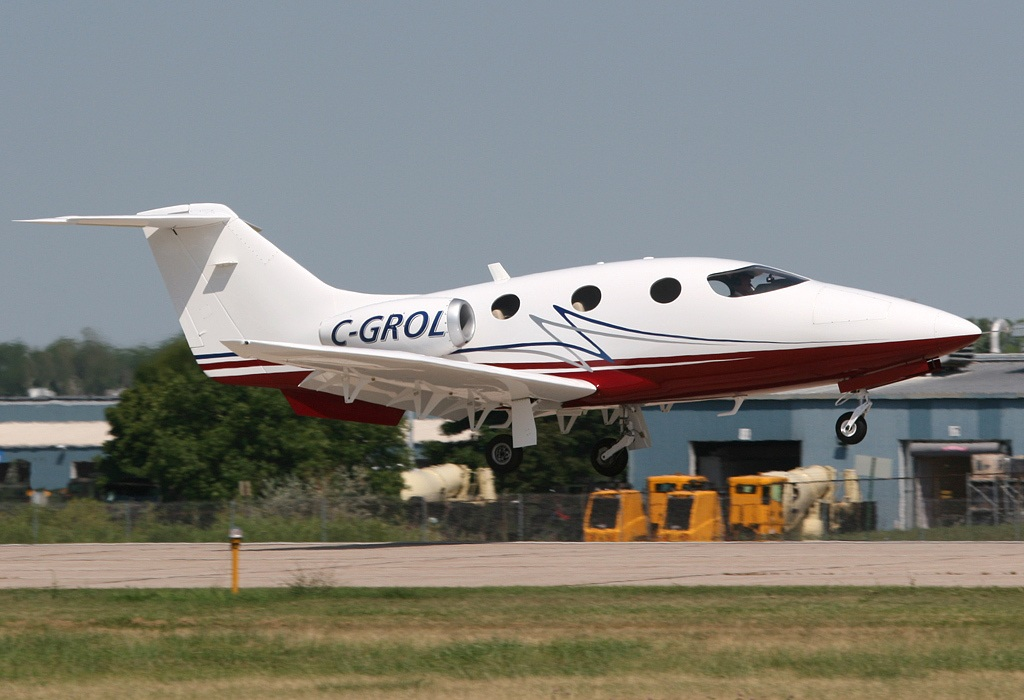
Epic Elite twin turbojet aircraft

## روابط خارجية
- Company website
- Epic Aircraft website archives on أرشيف الإنترنت